# City Club

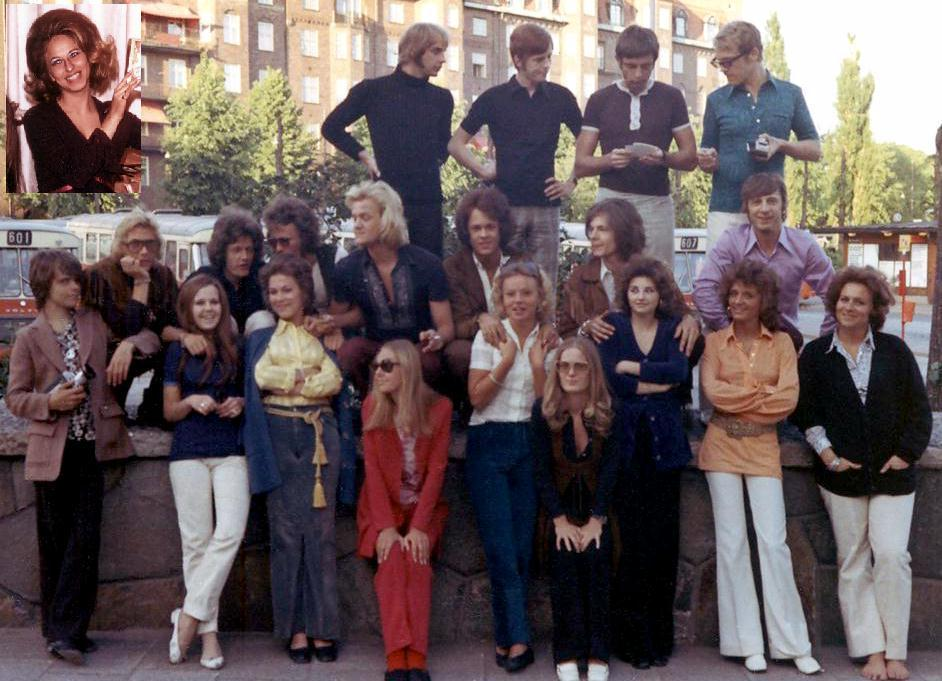
Blandade Clanhus-anställda vid Jarlaplan på väg att hämta Adolphson (inlagd) till en personalfest på landet i juni 1970.

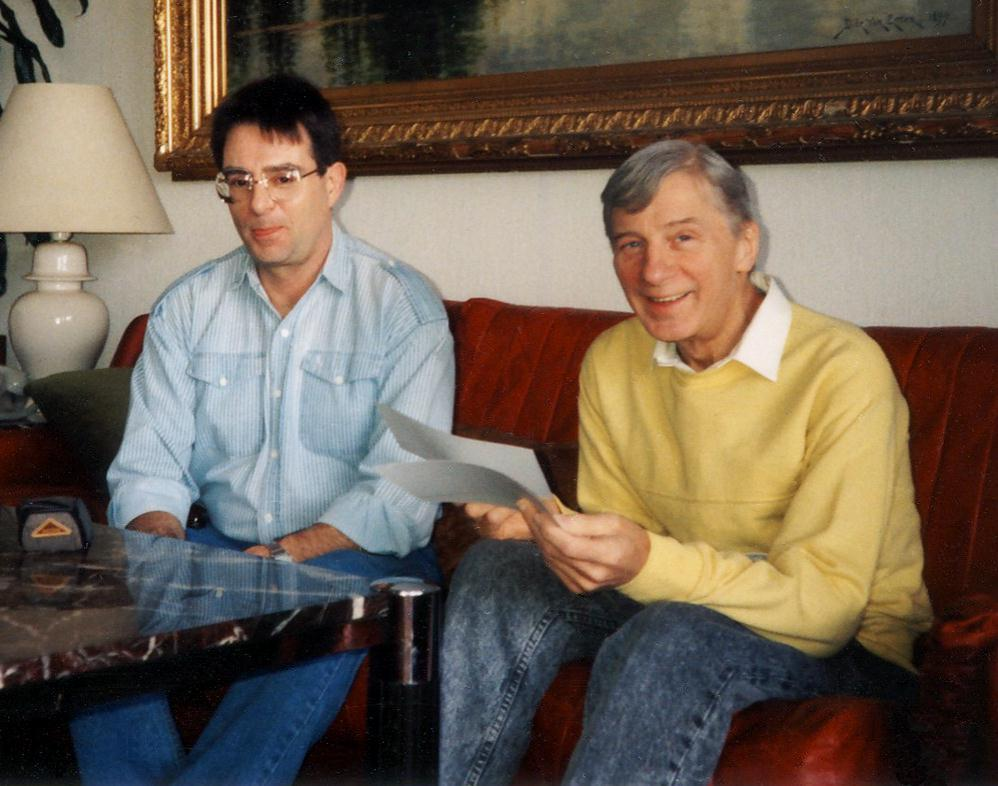
Grundarna Dunk (vänster) och Säfbom omkring 1990.

City Club var Sveriges första medlemsnattklubb för gäster med homosexuella intressen, ett diskotek på Döbelnsgatan 3 i Stockholm som drevs 1966-1970 av Clanhus AB, Bertil Säfbom (1930-1992) och Peter Dunk (1940-2001). Kabaréföreställningar framfördes tidvis för medlemmarna som särskilda evenemang.
Clanhus drev även 1970-1971 diskoteket Mia på Döbelnsgatan 3 med blandad publik och Mia Adolphson som värdinna, samt 1971 nattöppna Romanoff på Döbelnsgatan 4, och var först med att inreda båda lokalerna som restauranger. En kort tid fanns också en klubb kallad Groupie.
På nr 3, som är det gamla kulturmärkta Soopska fattighuset, huserade sedan både Fattighuskabarén och Alexandra (nattklubb). Musikerorganisationen SAMI fyllde senare lokalerna där fram till 2009 då fastigheten såldes till intilliggande Franska skolan. På nr 4 har diverse sexklubbar funnits sedan 1970-talet.
Båda lokalerna uppläts tidvis även åren 1970-1973 för City Clubs verksamhet.